# Henry Kaltenbrunn
Henry Gustaves Kaltenbrunn (15 de mayo de 1897-15 de febrero de 1971) fue un deportista sudafricano que compitió en ciclismo en las modalidades de ruta y pista.
Participó en dos Juegos Olímpicos de Verano entre los años 1920 y 1924, obteniendo dos medallas en Amberes 1920, plata en ruta (contrarreloj individual) y bronce en pista (persecución por equipos).

## Medallero internacional
| Juegos Olímpicos | Juegos Olímpicos  | Juegos Olímpicos | Juegos Olímpicos        |
| Año              | Lugar             | Medalla          | Competición             |
| ---------------- | ----------------- | ---------------- | ----------------------- |
| 1920             | Amberes (Bélgica) | Medalla de plata | Contrarreloj individual |

| Juegos Olímpicos | Juegos Olímpicos  | Juegos Olímpicos  | Juegos Olímpicos        |
| Año              | Lugar             | Medalla           | Competición             |
| ---------------- | ----------------- | ----------------- | ----------------------- |
| 1920             | Amberes (Bélgica) | Medalla de bronce | Persecución por equipos |